# 広島日産自動車
広島日産自動車株式会社（ひろしまにっさんじどうしゃ）とは、広島県広島市西区に本社を置く、日産自動車の販売会社である。広交グループの関連会社である。

## 概要
広島県のうち、広島ナンバーの地域で、日産・ブルーステージを展開している。かつては、三篠営業所でルノー車（店名はルノー広島）を併売していたが、現在は撤退している。

## 沿革
- 1941年（昭和16年）- 当時の地場資本により創立。
- 1964年（昭和39年）- 日通商事株式会社（現・NX商事）に合併し解散。
- 1967年（昭和42年）- 日通商事の撤退により、新たに広島日産自動車株式会社を設立。同年10月16日、現法人の源流会社である「広陽日産モーター」を設立。
- 1987年（昭和62年） - 日産チェリー広島販売株式会社を合併。
- 1988年（昭和63年）4月1日 - 福山ナンバーの地域を福山日産自動車に譲渡。
- 2001年（平成13年）4月1日 - 日産自動車が資本を撤退し、広交グループに経営を譲渡。広陽日産モーターを合併。
- 2002年（平成14年）3月 - ルノー広島を設立。
- 2007年（平成19年）8月31日 - ルノー広島を閉店。ルノー車のディーラー業務をカーバンクニムラ（店名はルノー広島北）に移管。

## 主な店舗
- 本社・三篠本店 - 広島県広島市西区三篠町三丁目14番17号
- 井口店 - 広島県広島市西区井口三丁目8番26号
- 仁保店 - 広島県広島市南区仁保新町二丁目3番23号
- 祇園店 - 広島県広島市安佐南区西原九丁目2番18号
- 八木店 - 広島県広島市安佐南区八木二丁目14番32号
- 高陽店 - 広島県広島市安佐北区口田南七丁目10番30号
- 五日市店 - 広島県広島市佐伯区城山一丁目5番2号
- 呉店 - 広島県呉市中央一丁目5番30号
- 西条店 - 広島県東広島市西条町寺家6492番地
- 三次店 - 広島県三次市南畑敷町201番地3

## 関連会社
- 広交本社
- 広島交通
- 広交観光
- 広交タクシー
- 福山日産自動車

### 広島県内の他日産車販売店
- 福山日産自動車 - 当社と同じく広交グループに属する。
- 日産プリンス広島販売
- 日産サティオ福山